# 거창군·합천군
거창군·합천군은 대한민국의 옛 국회의원 선거구이다. 당시 경상남도 거창군, 합천군 지역을 관할했다.

## 역사
제15대 국회의원 선거를 앞두고 거창군 선거구와 합천군 선거구가 통합되면서 신설되었다.
제16대 국회의원 선거를 앞두고 거창군은 함양군과 함께 함양군·거창군 선거구를 형성하고 합천군은 산청군과 함께 산청군·합천군 선거구를 형성하게 됨에 따라 폐지되었다.

## 역대 국회의원
| 선거   | 정당 | 정당     | 의원   |
| ------ | ---- | -------- | ------ |
| 1996년 |      | 신한국당 | 이강두 |

## 역대 선거 결과

### 대한민국 제15대 국회의원 선거
|  | 43.55% |

|  | 25.01% |

|  | 18.98% |

|  | 6.40% |

|  | 4.49% |

|  | 1.54% |